# O rei o res!
¡O Rey ó Res! (O rei o res!, en català normatiu) és un drama històric en tres actes i en vers català, original de Frederic Soler i d'Enric Carreras (un pseudònim de Frederic Soler), estrenat al teatre de Varietats de Barcelona, la nit del 30 de juliol de 1866.
L'acció passa al segle xv.

## Repartiment de l'estrena
- Maria: Balbina Pi
- Dona Margarida: Francisca Soler
- Don Jaume, comte d'Urgell: Josep Villahermosa
- L'infant, don Enric: Josep Clucellas
- Berenguer de Fluvià: Joan Bertran
- Fra Benet: Ferran Puiguriguer
- Don Anton de Luna: Miquel Llimona
- Manfred: Francisco Puig
- Ciutada 1r: Lleó Fontova
- Ciutadà 2n: Joaquim Bigorria
- Capità: Josep Jané
- Capitans castellans, catalans i gascons. Patges, poble, soldats, etc.

## Edicions
- 2ª ed.: Impremta de Salvador Bonavia. Barcelona 1908
- Acte I, Escena 1 de ¡O rei o res!, 1866 a escriptors.cat